# Хамамацу

Хамамацу на карті префектури Сідзуока

Хамама́цу (яп. 浜松市, はままつし, МФА: [hamamat͡su̥ ɕi̥]?) — місто в Японії, в префектурі Сідзуока. Розташоване в західній частині префектури, на берегах річки Тенрю, озера Хамана і Тихого океану. Входить до списку міст державного значення Японії.  Виникло на основі призамкового містечка 16 століття, збудованого полководцем Токуґавою Ієясу. В ранньому новому часі належало самурайському роду Іноуе. Виконувало роль постою на Східноморському шляху. Отримало статус міста 1911 року. Площа становить 1558,04 км². Станом на 1 серпня 2011 року населення складало 798 614  осіб, густота населення — 513 осіб/км².  Основою економіки є рибальство, текстильна промисловість, виробництво музичних інструментів, машинобудування, комерція, туризм.  В місті розташовані замок Хамамацу і синтоїстське святилище Акіха. 

## Географія

### Клімат
| Клімат Хамамацу                            | Клімат Хамамацу | Клімат Хамамацу | Клімат Хамамацу | Клімат Хамамацу | Клімат Хамамацу | Клімат Хамамацу | Клімат Хамамацу | Клімат Хамамацу | Клімат Хамамацу | Клімат Хамамацу | Клімат Хамамацу | Клімат Хамамацу | Клімат Хамамацу |
| Показник                                   | Січ.            | Лют.            | Бер.            | Квіт.           | Трав.           | Черв.           | Лип.            | Серп.           | Вер.            | Жовт.           | Лист.           | Груд.           | Рік             |
| Абсолютний максимум, °C                    | 20,7            | 22,5            | 24,7            | 28,1            | 31,3            | 36,7            | 38,6            | 39,3            | 36,6            | 31,0            | 27,8            | 22,6            | 39,3            |
| Середній максимум, °C                      | 10,1            | 11,1            | 14,3            | 19,3            | 23,0            | 25,8            | 29,4            | 31,1            | 28,2            | 23,1            | 17,9            | 12,7            | 20,5            |
| Середня температура, °C                    | 5,9             | 6,5             | 9,7             | 14,7            | 18,7            | 22,0            | 25,7            | 27,0            | 24,1            | 18,8            | 13,5            | 8,4             | 16,3            |
| Середній мінімум, °C                       | 2,5             | 2,7             | 5,6             | 10,4            | 14,9            | 19,0            | 23,0            | 24,0            | 21,0            | 15,3            | 9,8             | 4,8             | 12,8            |
| Абсолютний мінімум, °C                     | −6              | −5,5            | −3,3            | 0,0             | 4,7             | 10,4            | 15,3            | 16,8            | 12,4            | 3,8             | 0,1             | −4,1            | −6              |
| Середня кількість сонячних годин на місяць | 196,5           | 184,2           | 191,0           | 195,6           | 195,8           | 148,3           | 177,5           | 222,6           | 161,0           | 165,9           | 170,0           | 199,5           | 2207,9          |
| Норма опадів, мм                           | 57.0            | 78.3            | 149.4           | 167.5           | 190.5           | 241.3           | 190.0           | 150.8           | 248.9           | 164.5           | 118.8           | 52.3            | 1809.1          |
| Вологість повітря, %                       | 58              | 57              | 60              | 65              | 71              | 78              | 80              | 77              | 75              | 70              | 66              | 61              | 68              |
| ------------------------------------------ | --------------- | --------------- | --------------- | --------------- | --------------- | --------------- | --------------- | --------------- | --------------- | --------------- | --------------- | --------------- | --------------- |
| Джерело: Метеорологічне управління Японії  |                 |                 |                 |                 |                 |                 |                 |                 |                 |                 |                 |                 |                 |

### Адміністративний поділ
1 серпня 2024 року відбулася реорганізація районів міста, у зв'язку з чим кількість районів зменшилося до трьох
Хамамацу поділяється на 3 міські райони:
1. Чюо
2. Тенрю
3. Хамана

## Економіка
Штаб-квартири підприємств:
- Kawai — музичні інструменти
- Roland — музичні інструменти
- Suzuki — автомобілебудування
- Yamaha — музичні інструменти

## Освіта
- Сідзуоцький університет (додатковий кампус)
- Хамамацуський медичний університет

Міські райони Хамамацу

## Уродженці
- Кіносіта Кейсуке (1912—1998) — японський кінорежисер
- Фурухасі Кадзухіро (*1960) — художник, аніматор.